# Cruzeiro de Cervães
O Cruzeiro de Cervães está localizado na freguesia de Cervães, município de Vila Verde, Portugal.
Estilisticamente, o cruzeiro distingue-se em duas partes: o suporte e a composição escultórica do coroamento. Esta última parece ser a mais antiga revelando, na sua aparente inexpressividade e modéstia escultórica, uma linguagem muito comum pelas décadas finais da Idade Média, entre os finais do século XV e os primeiros anos do XVI.
Está classificado como Imóvel de Interesse Público desde 1955.